# Douglas Bergqvist
Jan Douglas Bergqvist, detto Doug (Stoccolma, 29 marzo 1993), è un calciatore svedese, difensore del Karviná.

## Carriera
Bergqvist è originario di Ekerö, una cittadina alle porte di Stoccolma. Quando aveva 7 anni, la sua famiglia ha preso la decisione di trasferirsi ad Ascot, in Inghilterra, per via degli impegni lavorativi del padre, assunto con un ruolo importante in un'azienda di abbigliamento sportivo.
È cresciuto in Inghilterra anche a livello calcistico. Nel 2010 è uscito dal settore giovanile dell'Aldershot Town, con cui ha anche disputato sette partite in League Two tra il 2011 e il 2013, ma in mezzo ci sono stati anche alcuni prestiti a società minori.
Nel 2013 il suo cartellino è passato all'Exeter City, ma non ha collezionato presenze poiché prestato al Welling United in National League per l'intera stagione 2013-2014.
Nel febbraio 2014 ha ottenuto il via libera dall'Exeter per tornare in Svezia a parametro zero, ingaggiato dall'Östersund. La squadra, guidata in panchina dall'inglese Graham Potter, ha ottenuto una storica promozione in Allsvenskan al termine del campionato di Superettan 2015. Bergqvist è stato titolare al centro della difesa anche il 13 aprile 2017, quando i rossoneri hanno vinto la loro prima Coppa di Svezia battendo l'IFK Norrköping per 4-1.
La sua parentesi pluriennale all'Östersund è terminata temporaneamente nel precampionato della stagione 2019, a marzo, quando è stato girato in prestito ai norvegesi dell'Haugesund con un accordo valido inizialmente solo fino all'estate ma poi esteso anche fino al termine dell'anno.
Libero da vincoli contrattuali, nel febbraio 2020 si è unito ai polacchi dell'Arka Gdynia firmando un contratto valido fino all'estate, con un'opzione per prolungare di un altro anno, tuttavia questa possibilità non è stata esercitata dal club.
Il 31 luglio 2020 è stato ingaggio dal Kalmar, squadra militante in Allsvenskan, per rinforzare un comparto difensivo che aveva appena perso l'infortunato Henrik Löfkvist fino al termine della stagione. La sua parentesi qui si è chiusa nel dicembre 2021, avendo Bergqvist declinato l'opzione che gli avrebbe permesso di rimanere un altro anno.
Nel gennaio 2022 si è unito a parametro zero agli ucraini del Čornomorec'. Tuttavia, prima ancora di riuscire a debuttare ufficialmente, a marzo il suo contratto è stato temporaneamente sospeso a causa dell'invasione russa dell'Ucraina, sfruttando una possibilità concessa dalla FIFA vista la situazione legata al conflitto. Bergqvist è così tornato al Kalmar fino al successivo 30 giugno, ultimo giorno di validità della sospensione dei contratti con i club ucraini.
Tra l'estate 2022 e l'estate 2023 ha giocato in Lettonia con le maglie di Riga FC e il prestito all'Auda Ķekava. Nel giugno 2023 ha rescisso con il Riga e pochi giorni dopo ha firmato con il Degerfors, con cui è tornato a giocare nel campionato di Allsvenskan senza però riuscire, a fine stagione, nei circa quattro mesi di torneo rimanenti, a far centrare la salvezza al club. Vista anche la discesa di categoria, a fine anno ha lasciato il club svedese per trasferirsi successivamente in Repubblica Ceca al Karviná a partire dal marzo 2024.

## Palmarès

### Club

#### Competizioni nazionali
- Coppa di Svezia: 1

Östersund: 2016-2017